# Los ladrones somos gente honrada (pel·lícula de 1956)
Los ladrones somos gente honrada és una pel·lícula espanyola del 1956 dirigida per Pedro Luis Ramírez amb un guió de Vicente Escrivá i Vicente Coello basat en l'obra de teatre homònima d'Enrique Jardiel Poncela i protagonitzada per José Luis Ozores, José Isbert i Encarna Fuentes. Hi ha una versió anterior dirigida per Ignasi Ferrés i Iquino.

## Sinopsi
Els senyors d'Arévalo, una família benestant, celebraran una festa a la seva casa. Una banda de lladres sent parlar de l'esdeveniment i planegen aprofitar l'avinentesa per preparar un bon robatori. Tot ha estat minuciosament planejat i no pot fallar. Però passa una cosa imprevista. El cap de la banda s'enamora de la filla dels amos i suspèn el cop.

## Repartiment
- José Luis Ozores - El Castelar
- José Isbert - El Tío del Gabán
- Encarna Fuentes - Herminia
- Rafael Bardem - Don Felipe Arévalo
- Julia Caba Alba - Eulalia
- Carlos Miguel Solá - Daniel 'El Melancólico'
- José Manuel Martín - Antón, el majordom
- José Ramón Giner - Dr. Ramiro Laredo
- Isabel Pallarés - Teresa, la nova ama de llaves
- Antonio Ozores - Menéndez
- Nora Samsó - Doña Andrea
- Pilar Gómez Ferrer - Monchi, esposa del Dr. Laredo
- Joaquín Roa - Vigilante
- María Isbert - Berta
- Emilio Santiago - El Titi
- Juana Ginzo - Criada del Rastro
- Julio Goróstegui
- Manuel Aguilera - Benito Ortega
- Jacinto San Emeterio - Empleat de la joieria
- Juan Cazalilla - Otro empleat
- Ángel Álvarez – Farmacèutic
- Milagros Leal - Dona de Benito
- Alicia Palacios - Germana, la germana de Don Felipe
- Antonio Garisa - El Pelirrojo
- José María Rodríguez - Sacristán
- Antonio Molino Rojo - Invitat de la festa

## Premis
Julia Caba Alba va rebre el premi a la millor actriu secundària als Premis del Sindicat Nacional de l'Espectacle de 1956.